# The Holographic Principle
The Holographic Principle je sedmé studiové album nizozemské symfonicmetalové hudební skupiny Epica. Kapela ho začala nahrávat v prosinci 2015 a vydala ho 30. září 2016 u vydavatelství Nuclear Blast. Na desce se stejně jako u předchozích nahrávek Epicy objevily orchestrální a sborové prvky. Producentsky se na něm podílel Joost van den Broek, přebal alba vytvořil Stefan Heilemann a nahrávku do výsledné podoby smíchal Jacob Hansen. Obsahuje dvanáct skladeb, na kterých se při skládání podílela celá skupina. V těch dostaly kromě klasických symfonických a orchestrálních prvků prostor také heavymetalové riffy, které jsou prací kytaristy Isaaca Delahaye. Album bylo pojmenováno podle holografického principu, což je spekulativní dohad o teoriích kvantové gravitace.
Před vydáním desky Epica k albu zveřejnila dva singly, „Universal Death Squad“ a „Edge of the Blade“. Ke druhé jmenované písni vyšel také videoklip. Nahrávka se probojovala na přední příčky některých evropských hitparád. V rámci podpory alba Epica v listopadu a prosinci 2016 odehrála šňůru koncertů v Severní Americe a během roku 2017 se konalo také evropské, asijské a jihoamerické turné k albu. Na samostatné koncerty navázala Epica vystupováním na letních metalových festivalech a severoamerickým turné. V průběhu zbytku roku 2017 následně proběhlo evropské turné, v jehož rámci tentokrát Epica vystupovala jako hlavní skupina.

## Před vydáním

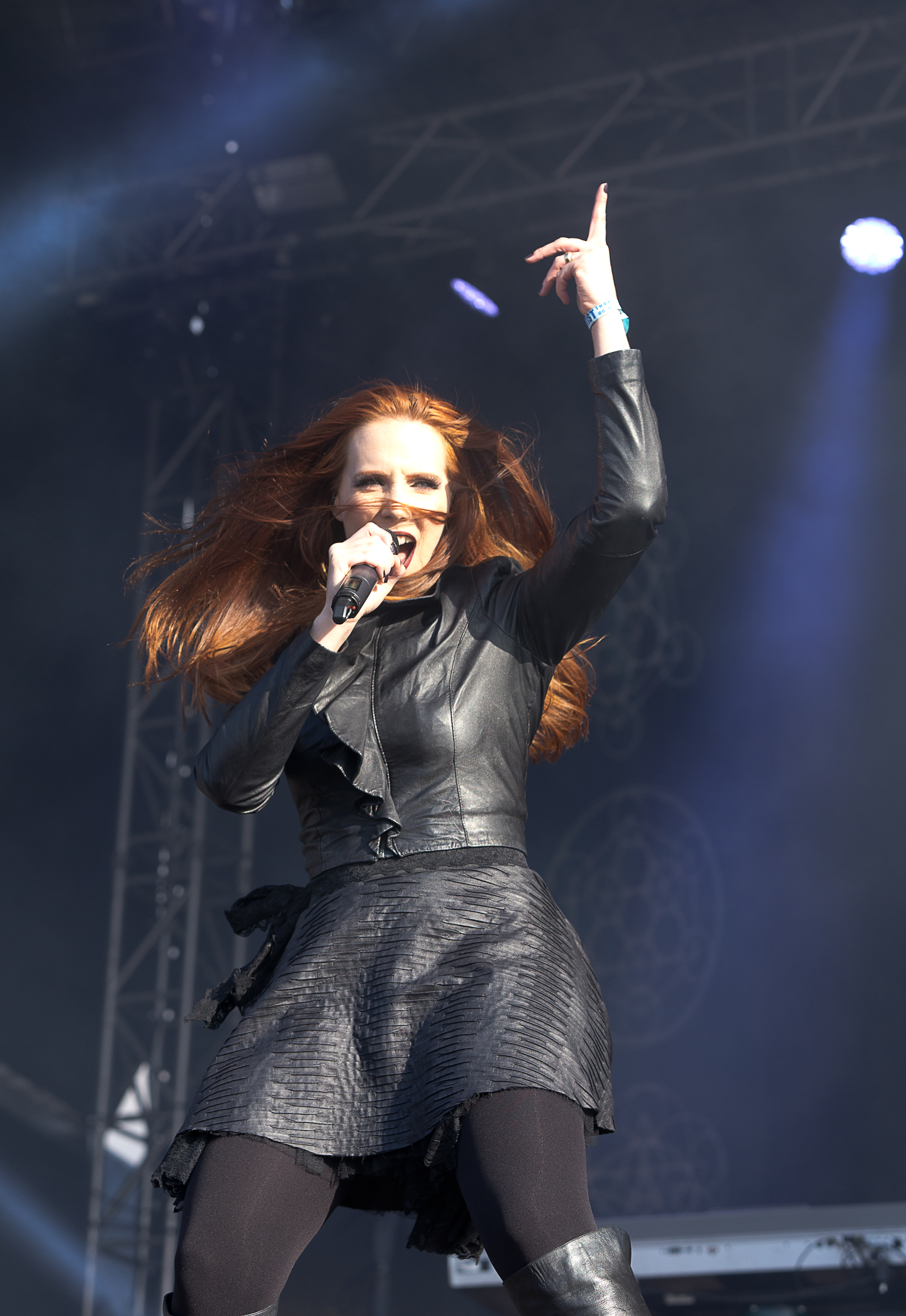
Simone Simons (2015)

První nápady k albu začal kytarista Mark Jansen dávat dohromady již v roce 2014. S nahráváním poté Epica začala v prosinci 2015 ve studiu Sandlane Recording Facilities v nizozemském městě Rijen. Členové skupiny dříve skládali a zkoušeli nové písně ve svých domácích studiích, od alba The Quantum Enigma (2014) ovšem začala kapela zkoušet společně. Podle Delahaye to nahrávce „přidalo na dynamice a výrazu“. Pro album měla Epica napsaných celkem dvacet sedm písniček, ze kterých následně vybrala osmnáct, které začala nahrávat.
Role producenta se opět ujal Joost van den Broek, který s kapelou začal spolupracovat při nahrávání předchozí desky The Quantum Enigma. Během nahrávání alba také Epica místo samplů poprvé ve své historii použila plnohodnotný živý symfonický orchestr. Na desce dostaly prostor i brutální řevy a heavymetalové riffy, které se podle Jansena stylově podobají kapele Amon Amarth. O ty se na albu postaral právě Jansen a bubeník Ariën van Weesenbeek. Delahaye o tvrdším stylu skupiny řekl, že „Epica byla dříve orchestr doprovázený metalovou kapelou, kdežto teď je to metalová kapela doprovázená orchestrem.“ Zpěvačka Simone Simons při nahrávání alba zkoušela nové pěvecké polohy a díky tomu se dle vlastních slov na desce výrazově pohybuje od opery a rocku až po pop, přičemž v baladách zpívá hodně jemným hlasem.
Nahrávání alba skončilo 15. května a konečný mix byl dokončen o necelé dva týdny později. Album smíchal Jacob Hansen za pomoci van den Broeka. Z osmnácti nahraných písniček pak členové skupiny na album vybrali konečných dvanáct. Dne 29. července oficiálně vyšel první singl z alba, píseň „Universal Death Squad“ a 8. září poté Epica vydala další singl s názvem „Edge of the Blade“. K této písni rovnou natočila také videoklip.

## Vydání
The Holographic Principle oficiálně vyšlo 30. září 2016 u vydavatelství Nuclear Blast na CD a v digitální podobě. Je k dostání v základní edici obsahující CD s albem, ve verzi vinylové LP dvojdesky (průhledné, modré nebo černé provedení), v digibook edici obsahující bonusové CD The Acoustic Principle (obsahuje akustické předělávky několika písní z alba) a v earbook edici. Tato verze obsahuje základní a dvě bonusová CD, The Acoustic Principle a The Instrumental Principle, které obsahuje instrumentální nahrávky písní z alba.
Den po vydání Epica vystoupila na svém vlastním festivalu Epic Metal Fest. Její vystoupení se skládalo převážně z písní z právě vydaného alba The Holographic Principle.

## Skladby
Sedmé studiové album Epicy uvádí dvou a půlminutové intro „Eidola“, které postupně vrcholí a ke konci nastupuje velký orchestr a sbory. Po intru následuje „Edge of the Blade“, kde se poprvé objevuje i zpěvačka Simone Simons. Pozadí písně tvoří epické prvky a podladěné kytary, které připomínají styl Amon Amarth. Ten podtrhuje i kytarista Mark Jansen se svým growlingem. U následující „A Phantasmic Parade“ má úvodní slovo orchestr, do kterého se přidá Simons a dvojzpěvy. Píseň následně graduje, zrychluje a do popředí se dostávají metalové riffy i Jansenovy řevy. Další písní je první singl, „Universal Death Squad“. Začátek písně obstaralo violoncello a klavír. Následně melancholickou atmosféru roztrhnou rychlé metalové riffy, do kterých se připojí smyčce, sbory a nakonec i Simons, která zde zpívá také v nižších polohách. Na pozadí další písně, „Divide and Conquer“, se zprvu ozývají tajemné hlasy a lesní rohy a úvod je spíše klidný. Do něj začne duet Jansena a Simons, který doplňují sbory. Následující „Beyond the Matrix“ zní nezvykle vesele a filmově. Přibližně v polovině skladby přestanou znít mohutné aranže a riffy a nastane klidná, téměř pohádková část písně. Tu svými growly naruší Jansen a opět se rozezní mohutné kytarové riffy. Jansen při psaní skladby vycházel z filmu Matrix. Tuto skladbu Epica znovu nahrála v roce 2018, a to pouze za doprovodu orchestru Metropole Orkest.

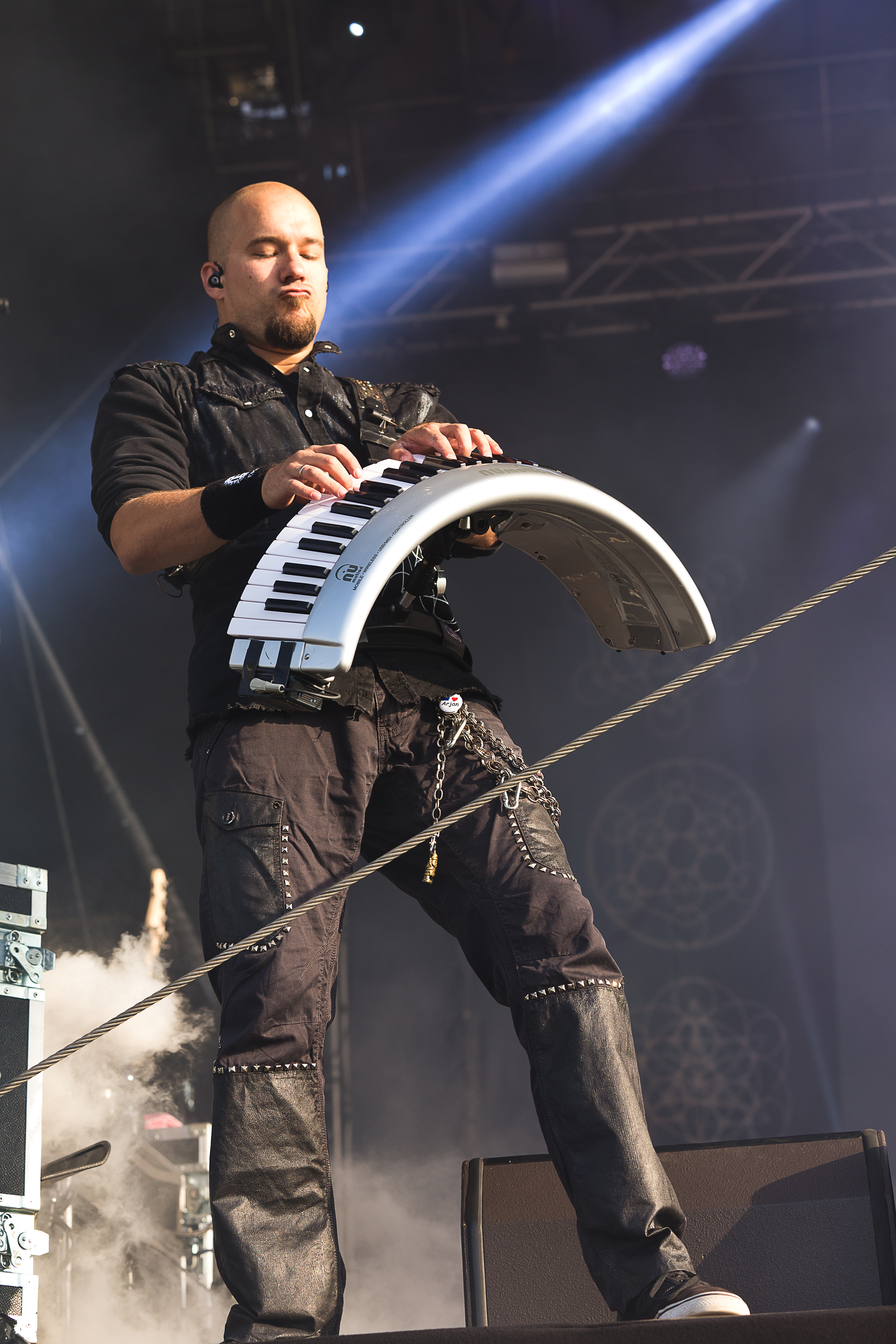
Coen Janssen (2015)

Druhou polovinu alba otevírá „Once upon a Nightmare“, což je spíše filmová a hodně emotivní balada s čistým hlasem Simone Simons. „The Cosmic Algorithm“ je pro změnu svižná skladba, ve které se střídají Simonsiny zpěvy a sbory. Devátou písní je „Ascension – Dream State Armageddon“, která začíná v pomalém tempu a na pozadí se postupně objevují metalové riffy, píseň graduje a ke slovu se dostává i Jansen s growly. Podle něj se jedná o jednu z nejtvrdších skladeb na desce. Album pokračuje svižnou písní „Dancing in a Hurricane“. Text této písně je o dětech, kteří se snaží užívat si život v nebezpečném prostředí a byl inspirován uprchlickou krizí. Píseň tedy přímo nezapadá do konceptu alba. Úvod další písně „Tear Down Your Walls“ obstaraly převážně smyčce a klavír, poté ovšem Epica opět nasadí rychlé metalové tempo, které následně trošku zmírní. Závěrečnou písní alba je dvanáctiminutový epos „The Holographic Principle – A Profound Understanding of Reality“. Epica v této skladbě shrne prakticky vše, co doposud na albu zaznělo. Velký prostor v písni dostal také symfonický orchestr.

## Kritika
David Havlena, redaktor českého časopisu Spark, již při prvním poslechu alba uvedl, že nahrávka bude pro mnohé album roku a že formu Epicy v roce 2016 nejspíše nikdo nepřekoná. Následně v recenzi pro Spark ještě doplnil, že The Holographic Principle staví Epicu na samotný „vrchol symfonického řetězce“. S jeho slovy souhlasil i další redaktor, Robert Čapek, který potvrdil, že současná Epica nemá soupeře, a spolu s Havlenou nahrávku ohodnotil 6 body, což je ve Sparku maximální počet. Kritikou na albu ovšem nešetřila Jana Vrbková, která prohlásila, že je na ni The Holographic Principle až „příliš sladké a melodické“, a nahrávku ohodnotila pouhými 3 body. V celkovém hodnocení redaktorů Sparku byla deska ohodnocena 4,26 body z 6. Sandra Yeomans v recenzi pro hudební server Metal Wani ohodnotila album 8 body z 10 a uvedla, že největší chybou je místy přeprodukovaný zvuk.
Nahrávka první týden po vydání obsadila čtvrté místo v nizozemské hitparádě Mega Album Top 100 a deváté místo v německé hitparádě Media Control Charts. V belgickém žebříčku Ultratop se umístila nejlépe na dvanácté pozici. V České republice se album nejlépe umístilo na třinácté pozici prodejnosti pro 40. týden v roce 2016 (3. října – 9. října).

## Turné k albu

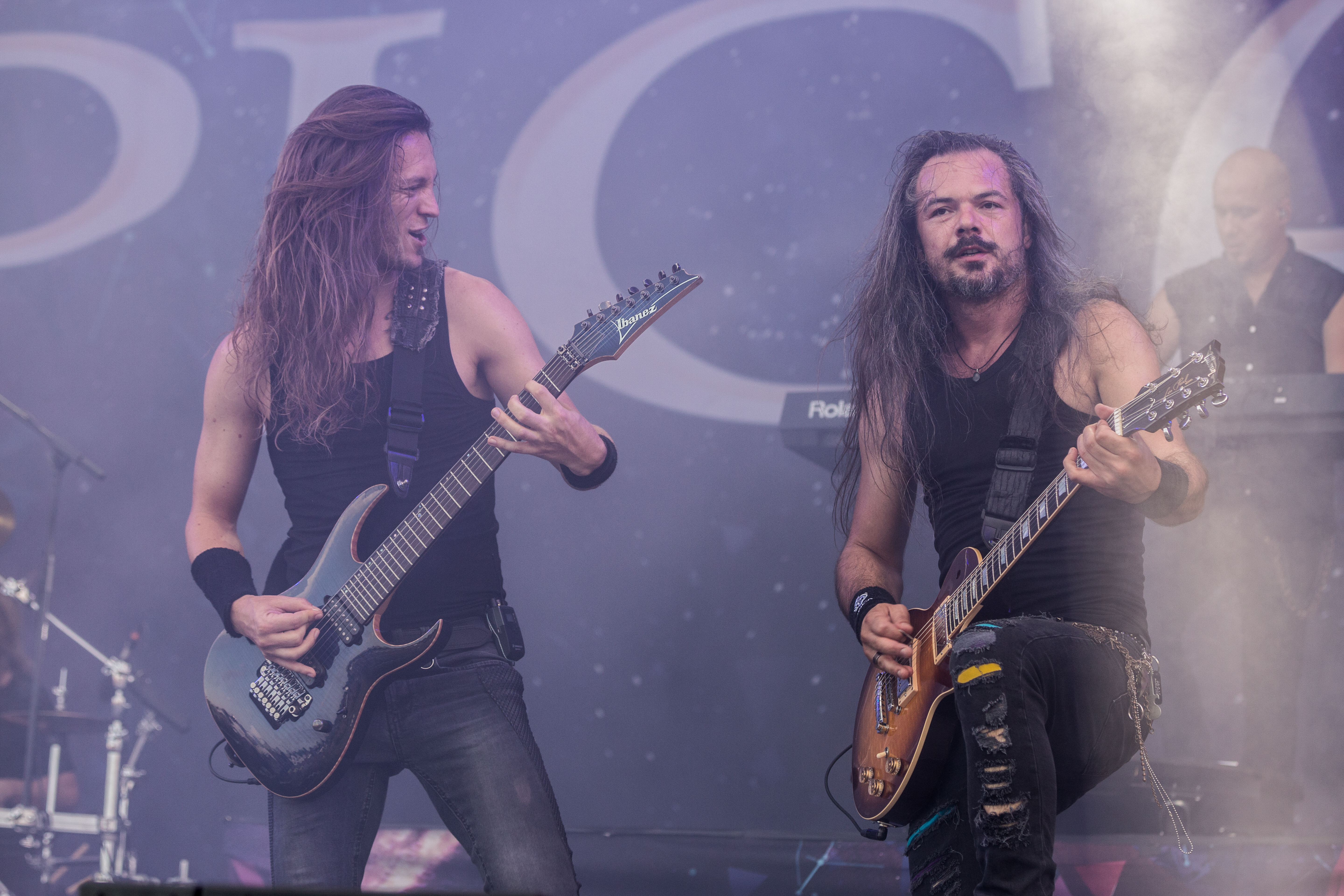
Epica během vystoupení na festivalu Summer Breeze Open Air, 2017

V rámci podpory alba se Epica vydala na turné po Severní Americe. To probíhalo v listopadu a prosinci 2016 a bylo nazváno The North American Principle Tour. Na toto turné měla Epica jet společně s kapelami Fleshgod Apocalypse, Xandria a The Agonist. Kvůli problémům s vízy byla ovšem Xandria donucena své turné v Severní Americe zrušit. V době, kdy byly skupiny v Severní Americe, vyšlo lyric video k písni „Ascension – Dream State Armageddon“. Na jeho pozadí byly použity záběry ze živého vystoupení skupiny na festivalu Epic Metal Fest.
Další koncertní šňůra proběhla na začátku roku 2017 na společně s kapelou Powerwolf, duo skupin doprovodila třetí kapela Beyond the Black, která vystupovala jako předkapela. Během turné, které začalo 12. ledna 2017 v německém městě Wiesbaden, kapely navštívily celkem deset zemí. Mezi nimi bylo i Česko, kde vystoupily v pražském Foru Karlín. Na konci února a na začátku března Epica na turné samostatně pokračovala v Rusku a ve Skandinávii. V severských zemích ji jako předkapela podpořili islandští Skálmöld.
V dubnu 2017 Epica zavítala do Japonska, Tchaj-wanu a Jižní Koreje a o měsíc později vystupovala v Jižní Americe. Poté následovaly koncerty na metalových festivalech.
Po Jižní Americe skupina opět zavítala do Severní Ameriky a do Evropy. Severoamerická část koncertní série proběhla v září 2017 a jako předkapely se jí zúčastnily skupiny Lacuna Coil, Insomnium a Elantris. V rámci evropského turné, které začalo v půlce listopadu, proběhl též koncert ve Zlíně, a tentokrát Epica vystupovala jako headliner. V roli předskokanů ji doprovázely skupiny Vuur a Myrath.

## Seznam skladeb
| Pořadí         | Název                                                           | Hudba          | Text           | Délka |
| -------------- | --------------------------------------------------------------- | -------------- | -------------- | ----- |
| 1.             | Eidola                                                          | Jansen/Janssen | Jansen         | 2:39  |
| 2.             | Edge of the Blade                                               | Delahaye       | Simons         | 4:34  |
| 3.             | A Phantasmic Parade                                             | van Weesenbeek | Simons         | 4:36  |
| 4.             | Universal Death Squad                                           | Delahaye       | Jansen         | 6:38  |
| 5.             | Divide and Conquer                                              | Jansen         | Jansen         | 7:48  |
| 6.             | Beyond the Matrix                                               | Delahaye       | Jansen         | 6:26  |
| 7.             | Once upon a Nightmare                                           | Janssen        | Simons         | 7:08  |
| 8.             | The Cosmic Algorithm                                            | Delahaye       | Jansen         | 4:54  |
| 9.             | Ascension (Dream State Armageddon)                              | van der Loo    | Jansen         | 5:16  |
| 10.            | Dancing in a Hurricane                                          | Janssen        | Simons         | 5:26  |
| 11.            | Tear Down Your Walls                                            | Janssen        | Jansen         | 5:03  |
| 12.            | The Holographic Principle (A Profound Understanding of Reality) | Jansen         | Jansen         | 11:35 |
| Celková délka: | Celková délka:                                                  | Celková délka: | Celková délka: | 72:03 |

## Obsazení
- Simone Simons – mezzosopránový zpěv
- Mark Jansen – kytara, growling, screaming
- Isaac Delahaye – kytara
- Coen Janssen – klávesy
- Rob van der Loo – basová kytara
- Ariën van Weesenbeek – bicí